# Tamazuj
A Terceira Frente, mais conhecida como Tamazuj, é um grupo rebelde baseado nas regiões de Darfur e Kordofan, no Sudão.

## História
Tamazuj foi um dos signatários do Acordo de Paz de Juba assinado em outubro de 2020. Em 2021, conquistaram dois assentos no conselho legislativo, incluindo o de chefe de um comité parlamentar e de uma comissão. Em 17 de agosto de 2023, Tamazuj declarou a sua aliança formal com as Forças de Apoio Rápido durante um conflito em curso contra as Forças Armadas Sudanesas. Anteriormente, em 12 de março de 2023, Tamazuj invadiu uma esquadra da polícia em Cartum, acreditando que as forças de segurança locais agrediram um dos seus líderes. Segundo Tamazuj, um grupo de policiais espancou severamente o general e quebrou sua perna. Em retaliação, o grupo cercou a estação utilizando um veículo armado e oito veículos pequenos enquanto disparava armas de ar comprimido. Segundo o Sudan Tribune, Tamazuj possuía mais tropas do que o acordado em Cartum. O incidente faz parte de uma onda de ocorrências semelhantes na capital.